# Legacy of Kings
Legacy Of Kings (Наследие Королей) — второй альбом шведской пауэр-метал-группы HammerFall. На этом альбоме группа полностью сформировала своё "классическое" звучание, поэтому есть мнение, что его можно считать идеальным для ознакомления с их творчеством.
Такие песни, как Warriors Of Faith, Back To Back (Pretty Maids Cover) и Stronger Than All посвящены теме Крестовых Походов и борьбы с различной фэнтезийной "нечистью".

## Состав группы
- Йоаким Канс (Joacim Cans) — лидер-вокал
- Оскар Дроньяк (Oscar Dronjak) — гитара, бэк-вокал
- Стефан Эльмгрен (Stefan Elmgren) — гитара
- Магнус Розен (Magnus Rosén) — бас-гитара
- Патрик Рэфлинг (Patrik Räfling) — ударные

## Приглашённые музыканты
- Jesper Stromblad – ударные

## Список композиций
1. Heeding The Call (Внимая Зову) — 04:32
2. Legacy Of Kings (Наследие Королей) — 04:15
3. Let The Hammer Fall (Пусть Молот Падет!) — 04:18
4. Dreamland (Страна Грез) — 05:43
5. Remember Yesterday (Помни Вчерашний День) — 05:07
6. At The End Of The Rainbow (На Краю Радуги) —  04:07
7. Back To Back (Pretty Maids cover) (Спина К Спине) — 03:40
8. Stronger Than All (Сильней Их Всех) — 04:31
9. Warriors Of Faith (Воины Веры) — 04:47
10. The Fallen One (Павший) — 04:27

## Бонус-треки
1. Eternal Dark (Picture cover) — 03:11
2. I Want Out (Helloween cover) — 04:38
3. Man On The Silver Mountain (Rainbow cover) — 03:25
4. The Metal Age (Live) (Век Металла) — 04:25

## Синглы
- Heeding The Call (1997)
- I Want Out (1999)